# Gabrielle-Suzanne de Villeneuve
Gabrielle-Suzanne de Villeneuve, 'Gabrielle-Suzanne Barbot, dame de Romagné et des Mothais' com a nom de naixement (La Rochelle, 1695 – París, 29 de desembre de 1755) fou una novel·lista francesa, coneguda sobretot per haver escrit la primera versió moderna del conte popular anònim La bella i la bèstia, el 1740, dins la seva obra La Jeune Américaine et les contes marins.
Casada molt jove amb el senyor de Villeneuve, del qui va tenir una filla, va enviudar als 26 anys i, per mantenir-se tota sola econòmicament, va iniciar la seva carrera literària escrivint novel·les i contes de fades per a adults. Villeneuve va pertànyer a la que s'anomena «segona onada» d'escriptors de contes de fades francesos del segle xviii, influenciats per la «primera», de mig segle abans, dins la que s'engloben autors com Charles Perrault o Madame D'Aulnoy. La seva versió de La bella i la bèstia, molt llarga amb més de cent pàgines i amb molts arguments secundaris, va ser abreujada i publicada per Jeanne-Marie Leprince de Beaumont.
Va escriure altres obres, utilitzant també el pseudònim de «Mme de V***», com Gaston de Foix, quatrième du nom, nouvelle historique, galante et tragique (1739), Les Belles solitaires (1745), La Jardinière de Vincennes (1753), Le Juge prévenu (1754), Le Temps et la patience, conte moral (1768) o Anecdotes de la cour d'Alphonse onzieme du nom, roi de Castille, d'entre les més conegudes.